# Filip Rubensson
Nils Filip Rubensson, tidigare Stenström, född 3 juli 1991, är en svensk fotbollstränare och före detta fotbollsspelare.

## Klubbkarriär

### Malmö FF
Stenström värvades den 27 juli 2009 av Malmö FF från Västerås SK och skrev på ett kontakt till och med 2013. Han gjorde sin debut i Allsvenskan den 3 juli 2011 i en match mot IFK Norrköping.
Stenström spelade också i hemmamatchen mot Glasgow Rangers i tredje kvalrundan till Champions League 3 augusti 2011. Resultatet blev 1-1 och MFF gick vidare till Playoff.

### LB07
Den 23 maj 2011 lånade Malmö FF ut Stenström till LB07 i division 1.

### Ängelholms FF
2013 skrev han kontrakt med Ängelholms FF efter att ha varit utlånad en tid. Efter säsongen 2014 avslutade Stenström sin fotbollskarriär.
Stenström flyttade 2015 till en bostad i Göteborg tillsammans med fotbollsspelaren Elin Rubensson. Han har senare bytt efternamn till Rubensson.

## Tränarkarriär
Inför säsongen 2018 skrev han på som assisterande tränare för Örgryte IS U17.